# Антон Шипков
Антон Дечков Шипков е български военен и революционер, войвода на Вътрешната македонска революционна организация.

## Биография
Антон Шипков е роден на 27 април 1868 година в град Казанлък. През 1889 година завършва Военното училище в София и служи в Българската армия. Като офицер участва в дейността на Върховния комитет. Във връзка с подготовката на Горноджумайското въстание, през юни 1902 година четата, предвождана от капитан Антон Шипков, заедно с четите на поручик Йордан Стоянов и мичман Тодор Саев навлизат в Македония. През есента на 1902 година взима участие в самото въстание.
Още преди избухването на Илинденско-Преображенското въстание е натоварен от Задграничното представителство на ВМОРО да подготви чета, с която да се притече на помощ на въстаниците в района между Рила и Пирин. В деня на обявяване на въстанието в Серски революционен окръг, на 15 септември 1903 година, майор Шипков, начело на чета от 300 души минава границата при Рилския манастир и се включва в бойните действия в Разложко. На заседание на ръководните дейци на ВМОРО в Разложко е избран в ръководното тяло на въстанието в района заедно с Димитър Тодев и Костадин Молеров. Майор Шипков участва в сраженията с войска и башибозук в Разлога.
След въстанието се изтегля с четата си в България и отново се връща на военна служба. През Балканската война Антон Шипков е командир на 1-ва дружина от 25-и драгомански полк. При започването на Междусъюзническата война на 16 юни 1913 година Антон Шипков води сражения с гръцката армия близо до Солун и на 21 юни е тежко ранен в сражението при село Лахна, Лъгадинско. По-късно същата година умира от раните си.